# 비비엔느 챈들러
비비엔느 챈들러(Vivienne Chandler, 1947년 11월 6일~2013년 6월 6일)는 프랑스의 배우, 사진가, 영화배우이다.

## 생애
챈들러는 1970년 ITV의 플레이하우스를 통해 TV에 처음 출연했으며, 《뱀파이어 연인 2》, 《석양의 갱들》, 스탠리 큐브릭의 《시계태엽 오렌지》 등 1970년대 초반 여러 영화에서 단역을 맡았다. 1980년대 록 밴드 아시아의 1983년 노래 〈The Smile Has Left Your Eyes〉의 뮤직 비디오에서 어머니 역을 연기하는 것을 포함해 여러 작은 역에 출연했다. 또한 《제다이의 귀환》에서 X-윙 조종사로 캐스팅되었으나, 최종 영화에는 등장하지 않았다. 이후 챈들러는 미국, 프랑스, 이탈리아, 영국 등 많은 국가에서 작업하는 사진 작가가 되었다. 파리 디드로 대학교를 다니며, 영화와 텔레비전 출연을 병행했다.
챈들러는 케이트 부시의 오빠인 존 카더 부시와 아들과 딸을 낳았다. 2013년 6월 6일, 암으로 사망했으며, 암 투병에 대한 비디오 《Careless Sound》가 만들어졌다.

## 사진
사진작가로서 챈들러는 한동안 홀리 부시로, 이후에는 홀리 번드라는 이름으로 활동했다. 주로 어린아이들을 촬영하였으며, 런던, 옥스퍼드, 켄드에서 전시회를 열고 프랑스, 영국, 일본의 개인 수집가들에게 판매했다. 챈들러는 왕립 사진 작가 협회의 회원이었다.
챈들러의 사진 기술은 존 카더 부시가 케이트 부시의 《The Dreaming》과 《Hounds of Love》의 음반 표지를 만드는 데 도움을 주었으며, 《Hounds of Love》의 음반 스타일 및 존 카드 부시의 책 《캐시》를 포함해 케이트 부시의 사진 촬영을 도왔다.

## 필모그래피
- ITV 플레이하우스 (1970년, 에피소드 1)
- 뱀파이어 연인 2 (1971)
- 뱀파이어 연인 3 (1971)
- 석양의 갱들 (1971)
- 시계태엽 오렌지 (1971)

- 빅터 빅토리아 (1982)
- 영국식 정원 살인 사건 (1982)
- 쟁기꾼의 점심 (1983)
- 제다이의 귀환 (1983)
- 피라미드의 공포 (1985)
- 베이비스 (1997, TV)